# Вендлингер, Карл
Карл Ве́ндлингер (нем. Karl Wendlinger; род. 20 декабря 1968, Куфштайн, Тироль) — австрийский автогонщик.
Принимал участие в гонках Формула-1, участвовал в кузовных чемпионатах. В настоящее время выступает в гонках спортпрототипов.

## Карьера
Выступал за команды March (Leyton House) (1991—1992) и Sauber (1993—1995). Трижды заканчивал гонку 4-м. В сезоне 1993 года занял 12-е место в чемпионате пилотов.
Попал в тяжелейшую аварию в Гран-при Монако 1994 года, после которой провёл в искусственной коме несколько недель. Сумел восстановиться и вернуться в Формулу-1, однако из-за последствий аварии больше не добился успехов в «королевских гонках», после чего стал выступать в кузовных гонках. Победил в чемпионате FIA GT в 1999 году в паре с Оливье Беретта. Выступал в чемпионате ДТМ в 1989 и 1990 гг., а также в новом ДТМ, в 2002 и 2003 гг. Многократный участник гонки 24 часа Ле-Мана, призёр 1996 года (3-е место), победитель в классе Джи-Ти-Эс (GTS) 1999 и 2000 гг. Участник Американской и Европейской серии Ле-Ман, призёр (2-е место) 1999 и 2000 гг. в классе Джи-Ти-Эс.